# Moov Centrafrique
Moov Africa Centrafrique est un opérateur de télécommunications mobiles présent en République centrafricaine, fondé en 2004 par la vente de la filiale de télécommunications mobiles de l'opérateur public Socatel. 

## Histoire
Il est issu de la filiale mobile de l’opérateur public centrafricain Socatel, Centrafrique Telecom Plus, vendue en 2004, au groupe émirati Etisalat par l’intermédiaire de sa filiale Atlantique Telecom, qui commercialise alors ses services sous la marque A-Cell. Depuis 2008, la Socatel n’est plus actionnaire de l’entreprise. En 2008, l’opérateur abandonne la marque A-Cell pour Moov,.

## Actionnariat
Début 2015, la holding Atlantique Télécom passe sous le contrôle de Maroc Telecom, elle-même filiale à 53% d’Etisalat,.